# Barbacenia curviflora
Barbacenia curviflora är en enhjärtbladig växtart som beskrevs av Goethart och Johannes Jan Theodoor Henrard. Barbacenia curviflora ingår i släktet Barbacenia och familjen Velloziaceae. Inga underarter finns listade.